# Rakymżan Asiembiekow
Rakymżan Myrzanowicz Asiembiekow (oryg. Ракымжан Мырзанович Асембеков; 6 kwietnia 1978) – kazachski zapaśnik w stylu klasycznym. Olimpijczyk z Sydney 2000, gdzie zajął dziewiąte miejsce w kategorii 54 kg.
Pięciokrotny uczestnik mistrzostw świata; czwarty w 1999. Brązowy medal w mistrzostwach Azji w 1999 roku. Piąty w Pucharze Świata w 1997. Trzeci na mistrzostwach Azji juniorów w 1998 roku.